# Arnaud Beltrame
Arnaud Jean-Georges Beltrame (Étampes, Isla de Francia; 18 de abril de 1973-Trèbes, Occitania; 24 de marzo de 2018) fue teniente coronel de la Gendarmería Nacional francesa y subcomandante de la Gendarmería Departamental Aude Groupment, asesinado por un terrorista en Trèbes después de haberse cambiado por un rehén. El presidente francés Emmanuel Macron invitó a todos los franceses a rendir homenaje a su memoria.

## Biografía

### Formación y carrera militar
Beltrame se licenció en la escuela militar del ejército francés (École militaire interarmes), en 2001 y en la Escuela Nacional de Oficiales de la Gendarmería Francesa (Escuela de Oficiales de la Gendarmería Nacional) en 2002. Completada su formación militar, en 2003 fue destinado a una unidad de élite: la unidad de fuerzas especiales de la Gendarmería (GIGN). En 2005 fue enviado a Irak en 2005 y recibió honores militares por su servicio allí.
De regreso a Francia, se unió a la Guardia Republicana, parte de la gendarmería nacional que proporciona oficiales para la seguridad de las instituciones francesas. Estuvo destinado en el equipo de seguridad del Palacio del Elíseo entre 2006 y 2010 y se unió a la unidad de gendarmería en Carcasona en agosto de 2017. En diciembre de 2017, participó en un simulacro de atentado en un supermercado.

### Ataque terrorista
Alrededor de las 11:00 a. m. del 24 de marzo de 2018, Redouane Lakdim, un terrorista de veinticinco años que reclamaba lealtad al ISIS, asaltó un supermercado en Trèbes. Tras entrar armado con una pistola, un cuchillo de caza y tres bombas caseras, mató a dos personas y tomó a otras como rehenes. Uno de los rehenes era Julie, una de las encargadas del supermercado, —una ingeniera de cuarenta años, casada y madre de una hija, que al perder su empleo encontró trabajo en esa tienda—. La policía negoció la liberación de los rehenes, y Beltrame se ofreció a ser canjeado por Julie. Beltrame colocó su teléfono móvil sobre una mesa con la línea abierta para que la policía del exterior pudiera conocer la actividad en el interior. Tras un enfrentamiento de tres horas, el terrorista apuñaló y disparó a Beltrame. En respuesta, agentes de GIGN irrumpieron en el supermercado a las 2:40 p. m. y mataron al atacante. Una autopsia reveló que Beltrame había muerto por heridas de arma blanca en la garganta.
Años después, Julie se convirtió al catolicismo, tras varios años de búsqueda. Todo comenzó a través de la Medalla Milagrosa. Una de las profesoras de su hija, sabiendo que estaba pasando por un mal momento, le dio una medalla. Julie la conservó sin saber muy bien qué representaba, pero poco a poco comenzó a apoyarse en ella. Después supo que Arnaud —en cuyo lecho de muerte le habían colocado una Medalla Milagrosa— había regresado a la fe de su infancia en plena madurez.

### Vida personal
Beltrame fue criado en una familia no practicante pero, a los 33 años, se convirtió al catolicismo, recibiendo la primera comunión y la confirmación en 2008 después de pasar dos años como catecúmeno. En 2015, hizo una peregrinación a la Basílica de Sainte-Anne d'Auray, donde le pidió a la Virgen María que lo ayudara a conocer a la mujer de su vida y poco después, se hizo amigo de Marielle, cuya fe es profunda y discreta. Se había casado con ella en una ceremonia civil en agosto de 2016, pero habían planeado una boda en la iglesia el 9 de junio de 2018 en la Basílica de los Santos Nazario y Celso. Antes del ataque terrorista en Trèbes, Beltrame hizo una peregrinación a Santiago de Compostela. Beltrame también fue masón y recibió honores públicos de su Gran Logia.  Tenía interés en la historia de Francia y sus raíces cristianas.

### Homenajes
El presidente francés, Emmanuel Macron, rindió un sentido homenaje a Beltrame el 28 de marzo de 2018, en el palacio de los inválidos. Al acto, también asistieron los expresidentes: François Hollande y Nicolas Sarkozy, además de familiares del gendarme y diversos representantes políticos y militares.

### Condecoraciones
- Legion de Honor (Comandante) - 2018, a título póstumo[17]
- Orden Nacional del Mérito (Francia) (Caballero) – 2012[18]
- Cruz al valor militar (estrella de bronce con citación de brigada) – 2007[19]
- Medalla de la Gendarmería nacional - 2018, a título póstumo[20]
- Medalla de la Defensa Nacional – 2009[21]
- Medalla de honor por valor y devoción - 2018, a título póstumo[20]
- Medalla para la seguridad interna - 2018, a título póstumo[20]